# Oliwa (rejon wyszogrodzki)
Oliwa (ukr. Олива) – wieś na Ukrainie w rejonie wyszogrodzkim obwodu kijowskiego.